# Lucinda Riley
Lucinda Riley (ur. 1965 w Lisburn, zm. 11 czerwca 2021) – północnoirlandzka pisarka.

## Życiorys
Lucinda Riley urodziła się w Lisburn w Irlandii Północnej, a wychowywała w wiosce Drumbeg. W wieku 6 lat jej rodzina przeprowadziła się do Anglii i tam pisarka rozpoczęła edukację. Mając 14 lat zaczęła uczęszczać do szkoły tańca i aktorstwa w Londynie, dwa lata później rozpoczęła karierę telewizyjną w serialu BBC „Historia poszukiwaczy skarbów”. Występowała także w programie rozrywkowym „Auf Wiedersehen, Pet”. W wieku 23 lat napisała pierwszą powieść pt. „Lovers and Players” (nieprzetłumaczona na język polski). W Polsce ukazało się wiele powieści autorki, do najbardziej znanych z nich należy seria Siedem Sióstr, a także powieści „Dom Orchdei” i „Róża Północy”. W 2016 r. producentka Raffaella de Laurentiis nabyła prawa do adaptacji telewizyjnej serii Siedem Sióstr.

### Życie prywatne
Na co dzień pisarka mieszkała z mężem i siódemką dzieci na angielskim wybrzeżu w North Norfolk i Cork w Irlandii. Zmarła na raka po długiej chorobie.

## Publikacje
Seria Siedem Sióstr
- Siedem sióstr, Warszawa, Wydawnictwo Albatros, 15 marca 2017
- Siostra burzy, Warszawa, Wydawnictwo Albatros, 14 czerwca 2017
- Siostra cienia, Warszawa, Wydawnictwo Albatros, 31 stycznia 2018
- Siostra perły, Warszawa, Wydawnictwo Albatros, 2 sierpnia 2018
- Siostra księżyca, Warszawa, Wydawnictwo Albatros, 13 lutego 2019
- Siostra słońca, Warszawa, Wydawnictwo Albatros, 15 kwietnia 2020
- Zaginiona siostra, Warszawa, Wydawnictwo Albatros, 2 czerwca 2021
- Atlas. Historia Pa Salta, Warszawa, Wydawnictwo Albatros, 17 maja 2023 (książka dokończona przez Harry'ego Whittakera, z powodu śmierci autorki)

Inne książki
- Dziewczyna na klifie, Warszawa, Wydawnictwo Albatros, 31 lipca 2013
- Tajemnice zamku, Warszawa, Wydawnictwo Albatros, 16 września 2015
- Dom Orchidei, Warszawa, Wydawnictwo Albatros, 4 czerwca 2016
- Róża północy, Warszawa, Wydawnictwo Albatros, 15 czerwca 2016
- Sekret listu, Warszawa, Wydawnictwo Albatros, 23 maja 2018
- Drzewo anioła, Warszawa, Wydawnictwo Albatros, 14 listopada 2018
- Sekret Heleny, Warszawa, Wydawnictwo Albatros, 5 czerwca 2019
- Pokój motyli, Warszawa, Wydawnictwo Albatros, 6 listopada 2019
- Dziewczyna z Neapolu, Warszawa, Wydawnictwo Albatros, 14 października 2020
- Tajemnice Fleat House, Warszawa, Wydawnictwo Albatros, 1 czerwca 2022

## Filmografia
- Historia poszukiwaczy skarbów (1982)
- Auf Wiedersehen, Pet (1983)
- Jumping the Queue (1989)